# 은하수 (가수)
은하수 (본명: 박은화, 1991년 7월 12일 음력 6월 1일 ~ )는 대한민국의 가수다.

## 학력
- 한빛누리고등학교

## 음반
- 2012년 애(愛)태우다
- 2014년 내사랑 구례
- 2015년 그래도 푸르른 날에 OST Part 6
- 2015년 안돼요 돼요
- 2015년 못참아
- 2016년 너라는 마법
- 2019년 차달래 부인의 사랑 OST Part. 23